# Slag bij Jipsinghuizen
Op 26 september 1665 vond in en nabij het Nederlandse dorp Jipsinghuizen de Slag bij Jipsinghuizen plaats tussen troepen van de Münsterse prinsbisschop Christoph Bernhard von Galen en de gardetroepen van het Nederlandse gewest Stad en Lande. De slag werd door de Groningers gewonnen en betekende een belangrijk keerpunt in de Eerste Münsterse Oorlog (1665-1665). De slag, door Lieuwe van Aitzema in zijn boek Saken van Staet en Oorlog (1668) omschreven als een ‘geluckige rencontre’, voorkwam een verrassingsaanval op de stad Groningen, waar men op dat moment niet was voorbereid op een vijandelijke aanval.

## Achtergrond
Bij Jipsinghuizen lag op 26 september reeds enkele dagen een voorhoede van het Münsterse leger van ongeveer 1800 man. Het grootste deel lag in kampement op de Breiskaamp, terwijl de legerleiding - volgens overlevering - op erve Pollingh was ingekwartierd. In Westerwolde en Groningen had de Münsterse invasie grote consternatie teweeg gebracht, omdat men verwachtte dat de vesting Bourtange sterk genoeg was om een eventuele Münsterse aanval te weren. Vanwege de toenemende dreiging vanuit het oosten, had de provincie Stad en Lande in de voorafgaande maanden wel maatregelen genomen om de defensie op peil te brengen. Vanuit Groningen waren vier compagnieën van 500 à 600 man voetvolk en 70 à 80 ruiters onder leiding van kapitein Rembt ten Ham naar Bourtange gestuurd om het garnizoen te versterken. Dit was hoognodig, want hoewel de vesting - onder bevel van commandeur Gerrit van Amama - na visitatie in redelijke staat was bevonden, bleek het garnizoen zwaar onderbezet. Met de aanvulling van de Groningse gardetroepen hoopte men de vesting - en daarmee de belangrijkste begaanbare route door het Bourtangermoeras - voldoende te hebben beveiligd.
Reeds twee dagen na de oorlogsverklaring aan de Republiek verschenen Munsterse troepen aan de oostzijde van de vesting Bourtange en begonnen met cavalerieaanvallen. Het bleken schijngevechten te zijn, want geheel onverwacht verscheen op 20 september de voorhoede van het leger vanuit het Bourtangermoeras voor het dorp Sellingen. Het bleek dat de Munstersen in het diepste geheim twee veenbruggen door het moeras hadden aangelegd, waarvan één tussen Walchum en de Hasseberg en vandaar naar Sellingen. Voor deze brug hadden tal van boeren en bewoners uit de naburige dorpen van het Eemsland deuren, kozijnen, balken en planken uit hun boerderijen en woonhuizen moeten aanleveren. Na de overrompeling van Sellingen stootte de voorhoede door naar Jipsinghuizen om daar het kampement op te slaan en te wachten op de grote achterhoede die met enkele duizenden soldaten en zwaar materieel zou volgen.
In de spannende dagen daarna werd de veenbrug verder versterkt en hielden de Münstersen huis in de dorpen en gehuchten rond Sellingen en Vlagtwedde. Volgens overlevering speelde de lokale vrijbuiter Meerten Willems ("koster Willem") in die dagen een hoofdrol. Hij spioneerde, leverde huzarenstukjes en pleegde een gewapende overval op de Münsterse schildwacht op de Spinberg, direct ten noorden van Jipsinghuizen. Hoe dan ook, in Bourtange werd duidelijk ‘dat er in het Bosch by Ipsenhuysen een goet getal Soldaten van den Bisschop was gekomen’ (Aitzema). Besloten werd tot een verrassingsaanval.

## Slag
Een ‘avant-garde’ van 104 man onder leiding van luitenant Willem Nierop viel in de ochtend van 26 september het Münsterse leger aan. Hoewel numeriek ver in de minderheid, wisten Nierop en zijn manschappen na ‘een hart gevecht’ (Aitzema) de Munstersen te overrompelen en te verdrijven. Het was een zeer gewelddadige confrontatie: meer dan 300 Münstersen sneuvelden ter plekke of verdronken op hun vlucht in de Ruiten Aa. Daartegenover vielen “slechts” 17 doden van Groningse zijde te betreuren. Ongeveer 120 Münsterse soldaten en officieren werden gevangen genomen en naar Groningen gebracht. Luitenant Nierop wist in de dagen na de slag de brug door het moeras in brand te steken en verder te verwoesten.

## Nasleep
De Slag bij Jipsinghuizen werd door tijdgenoten hoog aangeslagen en gezien als een van de weinige lichtpunten tijdens de Münsterse invasie van 1665. Militair-strategisch was de slag belangrijk omdat de Munsterse verrassingsaanval juist op tijd werd afgeslagen waardoor de grote achterhoede van het Münsterse leger het Bourtangermoeras niet kon oversteken. De Groninger gedeputeerden schreven aan de Staten-Generaal dat reeds de volgende dag 5.000 man voetvolk, 2.000 ruiters en enige kanonnen gereed stonden om via de veenbrug het moeras over te steken om vervolgens recht op Groningen af te marcheren. Het Münsterse leger zag zich gedwongen om de aanvalsstrategie te wijzigen en via een grote omweg over de Hondsrug en De Groeve alsnog het Oldambt en delen van Westerwolde te veroveren, waardoor veel tijd verloren ging. Daarmee mislukte de oorspronkelijke opzet van een bliksemaanval op Groningen en Delfzijl, waar de met Munster verbonden Engelsen met een vloot zouden landen om de Republiek vanuit het noorden aan te vallen. De Groningers kregen de tijd om zich te herwinnen en wisten met het Staatse leger onder leiding van graaf Johan Maurits van Nassau-Siegen de Munstersen door Westerwolde naar het Eemsland te verdrijven. Tijdens hun terugtocht werd Jipsinghuizen in de nacht van 15 op 16 november 1665 – mogelijk als vergeldingsactie - volledig platgebrand.

## Herdenking
In Jipsinghuizen herinnert een monument op het Bisschopskerkhof, de plaats waar de Munsterse gesneuvelden werden begraven, aan de Slag bij Jipsinghuizen. Het monument werd in 2007 geschonken en geplaatst door de Stichting Monumenten Westerwolde. Op de plaquette staat een korte beschrijving van de slag door Gajus van Jeltinga, destijds kapitein in het garnizoen van Bourtange. De enigszins vergeten veldslag uit de 17e eeuw werd op 26 september 2015 in Jipsinghuizen herdacht met een grote publieksbijeenkomst in de schuur van erve Huisingh.